# Quella che non sei
Quella che non sei è un brano musicale scritto da Luciano Ligabue, estratto come quinto singolo dall'album Buon compleanno Elvis del 1995.

## Il brano
Il brano è stato inserito negli album live Su e giù da un palco del 1997, Campovolo 2.011 del 2011 e Giro del mondo del 2015.

## Il testo
Il brano vuole trattare del tema dell'anoressia e della bulimia. Più in generale Ligabue cerca di trasmettere il senso di inadeguatezza delle donne nel momento in cui si trovano a doversi confrontare con i canoni di bellezza che incarnano le top model.